# Balance de Cotton
Pour les articles homonymes, voir balance.
La balance de Cotton est une balance peu précise destinée à mesurer l'intensité du champ magnétique. Elle tire son nom de son inventeur, Aimé Cotton. Elle a surtout un intérêt pédagogique.

## Principe
En 1900, Aimé Auguste Cotton invente une balance pour mesurer la valeur B d'un champ magnétique. Cette balance est constituée de deux fléaux.
On mesure l'intensité de la force électromagnétique par exemple des boucliers
en équilibrant les deux forces appliquées aux bras de la balance : d'un côté la force de Laplace (dépendant directement de l'intensité de la force électromagnétique) et de l'autre côté de la force de pesanteur.

## Pour approfondir